# Drniš
Drniš je město v Chorvatsku, ležící v dalmatském vnitrozemí, na půli cesty mezi městy Šibenik a Knin. V celé samosprávné oblasti podle sčítání lidu v roce 2001 žije 8 595 obyvatel, přičemž ve městě Drniš jich žije 3 332.
Vesnice Otavice, ležící poblíž Drniše je rodištěm sochaře Ivana Meštroviće. Skladatel Krsto Odak (20. březen 1888 – 4. listopad 1965) se narodil v obci Siverić nedaleko Drniše. Politici Božidar Adžija a Dražen Budiša pocházeli rovněž z této oblasti. V Drniši se rovněž narodil i slavný centr chorvatského národního basketbalového týmu Stojko Vranković. Z tohoto města pochází také Milka Planincová, jugoslávská premiérka – předsedkyně Nejvyššího svazového výboru.
V průběhu chorvatské války za nezávislost byl 18. září 1991 Drniš napaden vojskem ze Srbské Krajiny. Následující den srbské síly město obsadily. Po operaci Bouře v srpnu 1995 byl Drniš uveden zpět pod vládu Chorvatska a Srbové odešli do exilu. Většina Chorvatů se pak po válce do města vrátila.